# Idioma nonuya
El nonuya es una lengua witoto hablada por unos pocos miles de hablantes del pueblo homónimo de la región fronteriza entre Perú y Colombia.
La lengua se habla principalmente en el curso superior del río Igara-Paraná, en la Isla de los Monos del río Caquetá y en el río Caguán, cerca de San Vicente del Caguán. La mayoría de hablantes son bilingües y están alfabetizados tanto en la lengua indígena como en español (en Colombia, 75% alfabetizados en lengua indígena y 85% en español). 
Se han compilado un diccionario y una gramática escrita de la lengua. 
En el Perú solo quedan cinco hablantes.